# Sampaio Corrêa Futebol Clube
El Sampaio Corrêa es un club de fútbol de la ciudad de São Luís en el estado de Maranhão, Brasil. El club fue fundado el 25 de marzo de 1923 y sus clásicos rivales son el club Moto Club y el Maranhão Atlético Clube. Su máximo logro a nivel internacional fue la participación en la Copa Conmebol 1998, en la que pudo alcanzar la instancia semifinal. Participa en la actualidad en el Campeonato Brasileño de Serie D. 

## Palmarés

### Torneos nacionales
- Campeonato Brasileño de Serie B (1): 1972
- Campeonato Brasileño de Serie C (1): 1997
- Campeonato Brasileño de Serie D (1): 2012

### Torneos regionales
- Copa do Nordeste (1): 2018
- Copa Norte (1): 1998

### Torneos estaduales
- Campeonato Maranhense (36): 1933, 1934, 1940, 1942, 1953, 1954, 1956, 1961, 1962, 1964, 1965, 1972, 1975, 1976, 1978, 1980, 1984, 1985, 1986, 1987, 1988, 1990, 1991, 1992, 1997, 1998, 2002, 2003, 2010, 2011, 2012, 2014, 2017, 2020, 2021, 2022

- Taça Cidade de São Luís (6): 1939, 1950, 1973, 1976, 1983, 2007

- Copa FMF (11): 1973, 1976, 1983, 1984, 1990, 2002, 2007, 2009, 2011, 2012, 2013

## Participaciones en torneos nacionales
| Competencia | Temporadas | Años |
| Serie A     | 12         | 1962, 1963, 1965, 1966, 1974, 1976, 1977, 1978, 1979, 1981, 1985, 1986                                                 |
| Serie B     | 20         | 1971, 1972, 1980, 1982, 1987, 1989, 1991, 1998, 1999, 2000, 2001, 2002, 2014, 2015, 2016, 2018, 2020, 2021, 2022, 2023 |
| Serie C     | 13         | 1992, 1995, 1996, 1997, 2003, 2004, 2007, 2008, 2009, 2013, 2017, 2019, 2024                                           |
| Serie D     | 3          | 2010, 2011, 2012, 2025                                                                                                 |

## Participaciones en Copas Nacionales
| Competencia      | Temporadas | Años |
| Copa do Brasil   | 29         | 1989, 1991, 1992, 1993, 1998, 1999, 2000, 2001, 2002, 2003, 2004, 2005, 2007, 2009, 2010, 2011, 2012, 2013, 2014, 2015, 2016, 2017, 2018, 2019, 2020, 2021, 2022, 2023, 2024 |
| Copa do Nordeste | 10         | 2015, 2016, 2017, 2018, 2019, 2020, 2021, 2022, 2023, 2024 |

## Entrenadores
- Josué Teixeira (abril de 2011–marzo de 2012)[7][8]
- Djair Ferreira (interino- marzo de 2012)[9]
- Flávio Araújo (marzo de 2012–octubre de 2012)[10][11]
- Djair Ferreira (interino- octubre de 2012–noviembre de 2012)[11]
- Everton Goiano (noviembre de 2012-mayo de 2013)[12][13]
- Djair Ferreira (interino- mayo de 2013)[13][14]
- Flávio Araújo (mayo de 2013-julio de 2014)[15][16]
- Lisca (julio de 2014–octubre de 2014)[17][18]
- Vinícius Saldanha (interino- octubre de 2014–diciembre de 2014)[18]
- Oliveira Canindé (diciembre de 2014–mayo de 2015)[19][20]
- Léo Condé (mayo de 2015–diciembre de 2015)[21][22]
- Marcelo Chamusca (diciembre de 2015–marzo de 2016)[23][24]
- Vinícius Saldanha (interino- marzo de 2016)[24]
- Dejan Petkovic (marzo de 2016–mayo de 2016)[25][26]
- Wagner Lopes (mayo de 2016–agosto de 2016)[27][28]
- Flávio Araújo (agosto de 2016–noviembre de 2016)[29][30]
- Vinícius Saldanha (noviembre de 2016-febrero de 2017)[30][31]
- Francisco Diá (febrero de 2017–mayo de 2018)[31][32]
- Roberto Fonseca (mayo de 2018–julio de 2018)[33][34]
- Paulo Roberto Santos (julio de 2018–septiembre de 2018)[35][36]
- Marcinho Guerreiro (septiembre de 2018–noviembre de 2018)[37][38]
- Flávio Araújo (diciembre de 2018–febrero de 2019)[39][40]
- Marcelo Mendes (interino- febrero de 2019)[41]
- Julinho Camargo (febrero de 2019–junio de 2019)[42][43]
- João Brigatti (junio de 2019–febrero de 2020)[44][45]
- Júnior Amorim (interino- febrero de 2020–marzo de 2020)[46]
- Léo Condé (marzo de 2020–enero de 2021)[47][48]
- Rafael Guanaes (febrero de 2021–abril de 2021)[49][50]
- Daniel Neri (abril de 2021–mayo de 2021)[51][52]
- Felipe Surian (mayo de 2021–octubre de 2021)[52][53]
- João Brigatti (octubre de 2021–marzo de 2022)[54][55]
- Renatinho (interino- marzo de 2022)[56]
- Léo Condé (marzo de 2022–presente)[56][57]
- Felipe Conceição (noviembre de 2022–marzo de 2023)[58][59]
- Evaristo Piza (marzo de 2023–mayo de 2023)[60][61]
- Edson Medeiros (interino- mayo de 2023)[62]
- Márcio Fernandes (mayo de 2023–septiembre de 2023)[63][64]
- Dejair Ferreira (interino- septiembre de 2023)[64]
- Fernando Marchiori (septiembre de 2023–octubre de 2023)[64][65]
- Dejair Ferreira (octubre de 2023–diciembre de 2023)[65]
- Thiago Gomes (diciembre de 2023–mayo de 2024)[66][67]
- Zé Augusto (mayo de 2024–julio de 2024)[68][69]
- Felipe Surian (julio de 2024–presente)[5]